# Język haruku
Język haruku – język austronezyjski używany w prowincji Moluki w Indonezji. Według danych z 1989 roku posługuje się nim 18 tys. osób, mieszkańców wyspy Haruku (jedna z wysp Lease).
Według Ethnologue jest używany w kilku miejscowościach (Hulaliu, Pelauw, Kailolo, Rohomoni, Kabauw), z których każda ma swój własny dialekt. W latach 80. XX w. pozostawał w użyciu we wsiach muzułmańskich (w północnej części wyspy). W południowej części wyspy został praktycznie wyparty przez malajski amboński i indonezyjski.
W odróżnieniu od wielu innych języków wyspy Ambon i okolic nie został całkowicie porzucony na rzecz malajskiego. Niemniej z danych Ethnologue wynika, że znajduje się na skraju wymarcia.
Leksykostatystycznie bliski językowi tulehu z wyspy Ambon. Nie wydaje się jednak, by języki te były blisko ze sobą spokrewnione. Najbardziej odrębny dialekt to hulaliu.
Nie wykształcił piśmiennictwa.